# Weltcupfinale 2017 (Spring- und Dressurreiten)
| Weltcupfinale 2017   | Weltcupfinale 2017                                                      |
| -------------------- | ----------------------------------------------------------------------- |
| Turnierserien:       | FEI-Weltcup Dressurreiten 2016/2017, FEI-Weltcup Springreiten 2016/2017 |
| Austragungsort:      | CenturyLink Center, Omaha, Vereinigte Staaten                           |
| Teilnehmende Reiter: | 16 Dressurreiter; 37 Springreiter (ohne Rahmenprüfungen)                |
| Internet:            | www.omahaworldcup2017.com                                               |

Das Weltcupfinale 2017 im Spring- und Dressurreiten war das Finale der Weltcupserien in zwei Pferdesportdisziplinen. Es wurde vom 29. März bis zum 2. April 2017 im CenturyLink Center in Omaha (Nebraska) durchgeführt.

## Pferdesport in Omaha
Omaha verfügte erst über eine kurze Tradition in der Durchführung internationaler Reitturniere. Im Jahr 2010 wurde die Non-Profit-Organisation Omaha Equestrian Foundation gegründet. Da es nach eigenen Angaben im Umkreis von 1000 Meilen keine hochklassigen Spring- und Dressurreitturniere gab, strebte man die Durchführung einer solchen Veranstaltung in Omaha an. 2012 führte man erstmals International Omaha als Springreitturnier nach nationalem Reglement durch. Seit 2013 findet die Veranstaltung nach FEI-Reglement statt, bis 2015 als CSI 2*. Den Zuschlag für die Durchführung das Weltcupfinals im Dressur- und im Springreiten 2017 bekam man im Sommer 2014. Im Jahr vor dem Weltcupfinale wurde International Omaha zu einem CSI 3*-Turnier aufgewertet, während die 2015 erstmals hier (nach nationalem Reglement) durchgeführte Dressur als CDI 4* ausgerichtet wurde.
Seriensieger in Omaha war der aus der Nähe von Neustrelitz stammende und in Hudson Oaks (Texas) lebende Springreiter Christian Heineking. Heineking gewann die Großen Preise der Jahre 2012, 2013, 2014 und 2016 und qualifizierte sich (unter anderem mit einem Sieg im Weltcupspringen von Las Vegas) auch für das Weltcupfinale 2017.
Für die Dressurreiter war Omaha nach Los Angeles und vier Mal Las Vegas erst der dritte Weltcupfinalstandort außerhalb Europas. Der ältere, bereits seit 1978/1979 ausgerichtete, Springreiterweltcup führte bereits öfter sein Finale außerhalb Europas durch, Omaha war hier der sechste außereuropäische Veranstaltungsort.

## Bedingungen in Omaha
Da in Omaha nie zuvor eine Weltcupprüfung durchgeführt wurde, bestanden zunächst Bedenken gegenüber dem Austragungsort. Vor Ort stellten sich diese jedoch als grundlos heraus, der Veranstalter wurde trotz wechselhaften Wetters ausdrücklich für die guten Bedingungen gelobt: Kurze Wege, Organisation, Böden und auch eine große Rasenfläche zum Grasen für die Pferde. Für die europäischen Reiter ungewohnt war der Omaha vielfach zu hörende Szenenapplaus der Zuschauer (bei beiden Disziplinen).
Bereits am Trainingstag waren viele Besucher vor Ort, auch bei den Dressurprüfungen war die Arena gut besucht (8600 Zuschauer bei der Grand Prix Kür).

## Dressurreiten

### Qualifizierte Teilnehmer
Der Austragungsort im Mittleren Westen der Vereinigten Staaten erfordert für die europäischen Dressurreiter, die anders als die Springreiter fast ausschließlich in Europa ihre Turniere bestreiten, die weiteste Anreise der Saison. Nachdem nach der letzten Wertungsprüfung der Westeuropaliga festgelegt wurde, wie viele Personen pro Nation die Pferde im Flugzeug begleiten dürften, kam es zur ersten Absage. Fabienne Lütkemeier verzichtete auf den Start in Omaha, da ihr Pferd D'Agostino voll auf sie fixiert sei und sie es ihm nicht zumuten wolle, ohne seine Bezugsperson den Flug anzutreten.
Weitere Absagen folgten in der Woche vor dem Weltcupfinale: So wird es keine Titelverteidigung geben, da sich Hans Peter Minderhouds Wallach Flirt sich kurz vor dem Abflug eine Verletzung am Bein zuzog. Ebenso kurz vor dem Abflug hatte der Hengst Unee eine leichte Kolik, so dass seine bereits nach Omaha vorgereiste Reiterin Jessica von Bredow-Werndl sich gegen das Risiko eines Fluges entschied und somit nicht am Weltcupfinale teilnehmen konnte.
| Weltcupliga                                   | Anzahl der Reiter, die sich aus dieser Liga für das Weltcupfinale qualifizieren | qualifizierte Teilnehmer |
| --------------------------------------------- | ------------------------------------------------------------------------------- | --- |
| Zentraleuropaliga                             | 2                                                                               | Inessa Merkulowa Hanna Karasiowa |
| Nordamerikanische Liga                        | 2                                                                               | Laura Graves Kasey Perry-Glass |
| Pazifische Liga                               | 1                                                                               | Wendi Williamson |
| Westeuropaliga                                | 9                                                                               | Isabell Werth Jessica von Bredow-Werndl (Absage) Judy Reynolds Kristy Oatley Carl Hester Marcela Krinke Susmelj Fabienne Lütkemeier (Absage, damit weitere Wildcard) Madeleine Witte-Vrees Edward Gal |
| Teilnehmer aus dem Bereich Asien / Südamerika | 1                                                                               | Maria Florencia Manfredi |
| Weltcupsieger 2015/2016                       | 1                                                                               | Hans Peter Minderhoud (Absage) |
| Wildcards der FEI                             | 2                                                                               | João Victor Marcari Oliva Mai Tofte Olesen Steffen Peters |

### Ablauf und Ergebnisse

#### Grand Prix
Die Einlaufprüfung des Weltcupfinals, der Grand Prix, wurde am 30. März ab 14 Uhr Ortszeit ausgerichtet. Für die Teilnehmer des Dressur-Weltcupfinals war der Start in dieser Prüfung verpflichtend, das Ergebnis hatte jedoch für den Ausgang des Finals keine direkte Bedeutung.
Als erste Starterin trat hier Maria Florencia Manfredi an, die damit die erste Argentinierin bei einem Dressur-Weltcupfinale war. Die eher zierliche Reiterin bekam mit ihrem großrahmigen Wallach Bandurria Kacero ziemlich durchgängig Noten von 6,5 und 7,0, was ihr ein Ergebnis von 66,500 Prozent einbrachte. Zweiter Reiter war Edward Gal. Mit seinem Rappen Voice kam er auf ein Ergebnis von 74,486 Prozent, was ihm für Dauer einiger Ritte die Führung einbrachte.
Für die vierte Reiterin des Wettbewerbs war der Grand Prix der letzte Wettbewerb des Weltcupfinals: Die Belarussin Hanna Karasiowa, die in den Grand Prix in dieser Weltcupsaison Wertnoten im hohen 60er-Prozent-Bereich erhalten hatte, blieb in Omaha mit Arlekino zehn Prozent unter diesen Wertungen. Insbesondere die Piaffen und die Übergänge von und zu den Piaffen wurden durchgängig mit Noten von 3,0 (ziemlich schlecht) bis 5,0 (genügend) bewertet, so dass sie auf ein Ergebnis von 58,886 Prozent kam. Das Weltcupreglement sieht jedoch vor, dass eine Wertung von mindestens 60 Prozent für einen Start in der Weltcupfinal-Kür erforderlich ist. Ebenso war das Weltcupfinale für die Reiterin mit der weitesten Anreise, Wendi Williamson aus Neuseeland, bereits mit dem Grand Prix beendet, da sich Blut im Maul ihres Wallachs Dejavu fand, was ihre Disqualifikation zur Folge hatte.
Während zwischenzeitlich noch Carl Hester mit Nip Tuck die Führung übernahm, fiel die Entscheidung mit den letzten beiden Starterinnen. Das Los für den vorletzten Startplatz hatte Laura Graves erhalten, die mit ihrem 15-jährigen Wallach Verdades bis auf den Schritt und eine Piaffe von den Richtern mit einer Vielzahl von 8er-Noten bedacht wurde und auf 79,800 Prozent kam. Den abschließenden Startplatz hatten Isabell Werth und ihre Rappstute Weihegold OLD zugelost bekommen. Bereits im Vorfeld aufgrund ihrer Ergebnisse dieser Weltcupsaison als Favoriten gehandelt, wurden sie diesen Erwartungen gerecht und erhielten in den Piaffe-Passage-Touren sogar mehrere 10er-Noten von den Richtern. Lediglich verpatzte Zweierwechsel konnte das Ergebnis nicht wesentlich beeinträchtigen, die Gesamtnote betrug 82,300 Prozent und brachte damit den Sieg in dieser Prüfung.
|   | Reiter        | Pferd         | Bewertung |
| - | ------------- | ------------- | --------- |
| 1 | Isabell Werth | Weihegold OLD | 82,300 %  |
| 2 | Laura Graves  | Verdades      | 79,800 %  |
| 3 | Carl Hester   | Nip Tuck      | 76,671 %  |
| 4 | Edward Gal    | Voice         | 74,486 %  |
| 5 | Judy Reynolds | Vancouver K   | 74,443 %  |

(beste 5 von 16 Teilnehmern)

#### Grand Prix Kür (Finale)
Nach einem Tag Pause für die Dressurreiter und -pferde am Freitag wurde am 1. April, erneut ab 14 Uhr, die Grand Prix Kür durchgeführt. Anhand des Ergebnisses dieser Prüfung wurde der Weltcupsieger 2017 ermittelt.
Den Auftakt in dieser Prüfung machte der 21-jährige Brasilianer João Victor Marcari Oliva, der in dieser Hallensaison bereits bei den Weltcupturnieren von Neumünster und ’s-Hertogenbosch sowie beim CDI 5* in Dortmund angetreten war. Mit seinem Lusitano-Schimmelhengst Xama Dos Pinhais kam er auf 70,321 Prozent. Die beiden südamerikanischen Reiter beendeten ihre ersten Weltcupfinalteilnahmen mit 70 %-Noten und kamen damit auf die Plätze dreizehn und vierzehn. Der Schweizer Vertreterin in diesem Starterfeld, Marcela Krinke Susmelj unterliefen mit ihrem Wallach Molberg Fehler im Galopp, die ihre Wertnote niedriger als sonst in dieser Weltcupsaison ausfielen ließen (74,146 %). Hingegen seine bisher beste Bewertung in einer internationalen Grand Prix Kür erhielt Rustique, der 15-jährige Schimmelwallach von Mai Tofte Olesen. Für die bereits 49-jährige Dänin, die bei Anne Grethe Jensen-Törnblad trainiert, gaben die Richter bei ihrem ersten Weltcupfinale eine Wertung von 74,300 Prozent.
Die fünfte Starterin, Kristy Oatley, erhielt als erste Reiterin in dieser Prüfung eine Gesamtnote von über 75 Prozent. Für die Australierin, die in ihrer Jugend für Deutschland (dem Heimatland ihres Vaters) an den Start gegangen war und hier in Omaha mit dem Hannoveraner Du Soleil teilnahm, war dies der dritte Weltcupfinalstart nach 2001 und 2004. Deutlich übernahm dann die nachfolgende Starterin die Führung: Mit dem nun 10-jährigen Fuchshengst Cennin war Madeleine Witte-Vrees bereits die Weltcupsaison über konstant auf Wertnoten um 77 bzw. 78 Prozent gekommen. In Omaha konnten sie sich in der Kür nochmals verbessern und erhielten hierfür 79,046 Prozent. Als letzter Reiter vor der Pause folgte Steffen Peters, der mit seiner Stute Rosamunde noch nicht wieder an die Erfolge mit Legolas anknüpfen konnte, insbesondere die noch wenig ausbalancierten Piaffen trübten das Bild (75,879 Prozent).
Einen harmonischen Auftakt nach der Pause gab es von Kasey Perry-Glass und ihrem Braunen Dublet. Die Bewertung des Richters bei F (A-Note nur 69,500 Prozent) drückte ihre Gesamtnote etwas nach unten, insgesamt gab es 77,068 Prozent. Inessa Merkulowa kam mit ihrem Trakehner Mister X, unter anderem aufgrund eines Fehlers in den Einerwechseln, nicht an ihre Spitzenergebnisse um 80 Prozent heran, hier wurde sie mit 76,414 Prozent bewertet. Als zehnte Starter trat das zurzeit beste US-amerikanische Paar im Dressursport, Laura Graves und Verdades an. Ihre im Vorfeld nochmals im Schwierigkeitsgrad erhöhte Kür wurde von allen Richtern mit A-Noten über 80 Prozent bedacht (kein anderes Paar hatte in dieser Prüfung bis hierhin eine A-Note von über 80 Prozent erhalten). B-Noten von bis zu 92 Prozent rundeten das Ergebnis ab und brachten sie mit 85,307 Prozent klar in Führung.
Ebenfalls ein Topergebnis lieferte als nächster Starter Carl Hester ab. Sein Wallach Nip Tuck, der nach dem Flug nach Omaha zunächst schlecht gefressen hatte, hatte sich wieder gefangen, lief die Prüfung über stets in guter Anlehnung. Seinen Schwachpunkt, den starken Trab, konnte er mit hohen Noten für die übrigen Lektionen und Übergänge wettmachen, was ihm eine Wertung von 83,757 Prozent einbrachte. Edward Gal mit Voice und Judy Reynolds mit Vancouver K bekamen jeweils Bewertungen im hohen 70er-Prozent-Bereich. Reynolds vierter Platz in der Endwertung, nur ganz knapp unter 80 Prozent, war das beste Ergebnis eines irischen Dressurreiters bei einem Weltcupfinale bislang. Mit einem Schwierigkeitsgrad von 97 Prozent gilt ihre Kür als eine der anspruchsvollsten überhaupt im Dressursport.
Erneut den letzten Startplatz hatte Isabell Werth erhalten. Wie bereits im Grand Prix zeigte sie mit Weihegold OLD den klar besten Auftritt der Prüfung. Durchlässig und überzeugend bei der Ausführung der Lektionen und Übergänge zeigte sich Werths Stute, was von fünf der sieben Richtern mit einer A-Note von über 85 Prozent bewertet wurde. Ergänzt um B-Noten von 93,200 Prozent bis 97,400 Prozent ergab dies eine Wertnote von 90,704 Prozent. Isabell Werth sicherte sich damit ihren dritten Weltcupsieg nach 1992 und 2007.
Ergebnis:
|    | Reiter                    | Pferd            | Bewertung |
| -- | ------------------------- | ---------------- | --------- |
| 1  | Isabell Werth             | Weihegold OLD    | 90,704 %  |
| 2  | Laura Graves              | Verdades         | 85,307 %  |
| 3  | Carl Hester               | Nip Tuck         | 83,757 %  |
| 4  | Judy Reynolds             | Vancouver K      | 79,571 %  |
| 5  | Madeleine Witte-Vrees     | Cennin           | 79,046 %  |
| 6  | Edward Gal                | Voice            | 78,921 %  |
| 7  | Kasey Perry-Glass         | Dublet           | 77,068 %  |
| 8  | Inessa Merkulowa          | Mister X         | 76,414 %  |
| 9  | Steffen Peters            | Rosamunde        | 75,879 %  |
| 10 | Kristy Oatley             | Du Soleil        | 75,868 %  |
| 11 | Mai Tofte Olesen          | Rustique         | 74,300 %  |
| 12 | Marcela Krinke Susmelj    | Molberg          | 74,146 %  |
| 13 | Maria Florencia Manfredi  | Bandurria Kacero | 70,696 %  |
| 14 | João Victor Marcari Oliva | Xama Dos Pinhais | 70,321 %  |

## Springreiten
Das Weltcupfinale der Springreiter umfasste drei Wertungsprüfungen. Das Rahmenprogramm fiel kleiner aus als bei in Europa durchgeführten Weltcupfinals und umfasste ausschließlich den The International Omaha Jumping Grand Prix am Abend des 1. April.

### Qualifizierte Teilnehmer (Weltcup)
| Weltcupliga                                         | Anzahl der Reiter, die sich aus dieser Liga für das Weltcupfinale qualifizieren | qualifizierte Teilnehmer |
| --------------------------------------------------- | ------------------------------------------------------------------------------- | --- |
| Arabische Liga                                      | 3                                                                               | Ali bin Chalid Al Thani Abdulrahman Alrajhi (Absage) Bassem Hassan Mohammed (Absage) |
| Kaukasusliga                                        | 1                                                                               | Tornike Papiaschwili (Absage) |
| Zentralasiatische Liga                              | 1                                                                               | Nurjon Tuyakbaev (Absage) |
| Chinesische Liga                                    | 1                                                                               | Patrick Lam (Absage) |
| Zentraleuropaliga                                   | 3                                                                               | Dawid Kubiak Gábor Szabó jr. Rein Pill |
| Japanliga                                           | 1                                                                               | Keisuke Koike (Absage) |
| Nordamerikanische Liga                              | 7 US-Amerikaner aus der Ostküsten-Subliga                                       | Kent Farrington (Absage) Laura Kraut Audrey Coulter McLain Ward Charlie Jacobs Todd Minikus |
| Nordamerikanische Liga                              | 3 US-Amerikaner aus der Westküsten-Subliga                                      | Karl Cook Jenni McAllister Jamie Barge |
| Nordamerikanische Liga                              | 2 Kanadier (beide Subligen)                                                     | Keean White Christopher Surbey |
| Nordamerikanische Liga                              | 2 Mexikaner (beide Subligen)                                                    | Enrique González (Absage) Francisco Pasquel (Absage) |
| Nordamerikanische Liga                              | Zusatzreiter (beide Subligen)                                                   | Christian Heineking Nayel Nassar Éric Navet |
| Australische Liga                                   | 2                                                                               | Clint Beresford (Absage) Billy Raymont (Absage) |
| Neuseeländische Liga                                | 1                                                                               | Katie Laurie (Absage) |
| Südafrikaliga                                       | 1                                                                               | Lisa Williams (Absage) |
| Mittelamerikanische und Karibische Liga             | 1                                                                               | Liga nicht ausgetragen |
| nördliche Südamerikanische Liga                     | 1                                                                               | Noel Vanososte (Absage) |
| südliche Südamerikanische Liga                      | 2                                                                               | Martín Rodríguez Vanni Thiago Mattos (Absage) |
| Südostasiatische Liga                               | 1                                                                               | Jaruporn Limpichati (Absage) |
| Westeuropaliga                                      | 18                                                                              | Kevin Staut Lorenzo de Luca Denis Lynch Henrik von Eckermann Ludger Beerbaum Guido Klatte jun. Gregory Wathelet Leopold van Asten Simon Delestre Romain Duguet Carlos Enrique Lopez Lizarazo ° (nicht gestartet) Holger Wulschner (Absage) Marcus Ehning Max Kühner Sergio Álvarez Moya Nicola Philippaerts Olivier Robert Markus Brinkmann Maikel van der Vleuten Martin Fuchs |
| Sonderstartplatz für Teilnehmer des Gastgeberlandes | 1                                                                               | nicht zutreffend, da US-amerikanische Reiter für das Weltcupfinale qualifiziert sind |
| Weltcupsieger 2015/2016                             | 1                                                                               | Steve Guerdat |

° Zusatzreiter: Soweit ein Reiter seinen Wohnsitz in einem anderen Staat als seinem Heimatland hat, kann er in der Liga dieses Landes teilnehmen und wird zunächst auch für diese Liga gewertet. Soweit er sich anhand des Reglements dieser Liga für das Weltcupfinale qualifiziert, zählt er als zusätzlicher Teilnehmer nicht für die (begrenzte) Startplatzanzahl dieser Liga.

### Ablauf

#### Weltcupfinale
Der Mittwoch (29. März) diente dem Vertrautmachen der Pferde mit der Halle. Nachdem die Dressurreiter ab 9:30 Uhr in der Halle üben durften, wurde für die Springreiter ein freiwilliger Trainingsparcours aufgebaut. Pro Pferd durfte dieser 90 Sekunden lang genutzt werden.

##### 1. Teilprüfung
Einen Tag später startete des Weltcupfinale der Springreiter richtig: Die erste Teilprüfung wurde am Donnerstagabend (30. März) durchgeführt. Hier traten die Reiter in einer Zeitspringprüfung an. Das Ergebnis wurde anschließend, wie im Artikel FEI-Weltcup Springreiten erläutert, in Punkte umgerechnet.
Zwei Reitern gelang es hier, in unter 60 Sekunden ohne Fehler in das Ziel zu kommen: Dem Siegerpaar der letzten Weltcupqualifikation der Westeuropaliga in Göteborg, Henrik von Eckermann und Mary Lou sowie McLain Ward, der mit der 11-jährigen Stute Azur diese erste Teilprüfung gewann. Optimal lief der Start in dieses Weltcupfinale auch aus Schweizer Sicht: Die drei Schweizer Springreiter, die in Omaha antraten, beendeten die erste Teilprüfung alle in den besten sieben Plätzen. Für Österreich hingegen war das Weltcupfinale hier schon beendet: Max Kühners Wallach Cornet Kalua stieg am vierten Hindernis, Kühner schied aus. Auch die Vereinigten Staaten büßten zwei ihrer Starter ein: Audrey Coulter stützte, Karl Cook verzichtete während seines Ritts auf die Fortsetzung des Parcours.
Ergebnis:
|    | Reiter               | Pferd                | Zeit                              | Punkte (Gesamtwertung) |
| -- | -------------------- | -------------------- | --------------------------------- | ---------------------- |
| 1  | McLain Ward          | Azur                 | 59,27 s + 0 Strafsekunden = 59,27 | 38                     |
| 2  | Henrik von Eckermann | Mary Lou             | 59,58 s + 0 Strafsekunden = 59,58 | 36                     |
| 3  | Steve Guerdat        | Bianca               | 60,06 s + 0 Strafsekunden = 60,06 | 35                     |
| 4  | Gregory Wathelet     | Forlap               | 60,36 s + 0 Strafsekunden = 60,36 | 34                     |
| 5  | Leopold van Asten    | Zidane               | 60,71 s + 0 Strafsekunden = 60,71 | 33                     |
| 6  | Romain Duguet        | Twentytwo des Biches | 60,88 s + 0 Strafsekunden = 60,88 | 32                     |
| 7  | Martin Fuchs         | Clooney              | 61,37 s + 0 Strafsekunden = 61,37 | 31                     |
| 8  | Sergio Alvarez Moya  | Arrayan              | 62,05 s + 0 Strafsekunden = 62,05 | 30                     |
| 9  | Guido Klatte jun.    | Qinghai              | 62,17 s + 0 Strafsekunden = 62,17 | 29                     |
| 10 | Simon Delestre       | Chadino              | 63,24 s + 0 Strafsekunden = 63,24 | 28                     |

(beste 10 von 37 Teilnehmern)

##### 2. Teilprüfung
Schon am nächsten Tag folgte die zweite Final-Teilprüfung. Hierbei handelte es sich um eine Springprüfung mit einmaligem Stechen. Bereits vor dieser Prüfung hatte der Franzose Olivier Robert seinen Start zurückgezogen, aufgrund einer Blessur bei seiner Stute Quenelle du Py verzichtete er auch weitere Starts. Die verbliebenen 33 Reitern mussten einen anspruchsvollen, präzise zu reitenden Parcours bewältigen. Nach der Hälfte der Teilnehmer war es noch keinem der Teilnehmer gelungen, ohne Fehler zu bleiben, Reiter mit einem Zeitstrafpunkt lagen in Führung. Gleich als erstem Reiter nach der Pause glückte Marcus Ehning mit Pret A Tout die fehlerfreie Runde, seine Zeit von 69,78 Sekunden war eine der schnellsten des ganzen ersten Umlaufs. Sieben Reiter später war es der beste deutsche Reiter der ersten Teilprüfung, Guido Klatte jun., dem ebenfalls eine Nullrunde glückte und damit zusätzlich ein Stechen erforderlich machte. Von den noch folgenden acht Reitern gelang der Hälfte ebenso der Einzug in das Stechen.
Im Stechen fehlte den deutschen Reitern das Glück: Als erster Reiter versuchte Marcus Ehning gut vorzulegen, es unterliefen ihm jedoch zwei Hindernisfehler. Guido Klatte hatte mit Qinghai eine Verweigerung, mit den daraus resultierenden Zeitstrafpunkten kam er ebenso auf acht Strafpunkte. Romain Duguet und Martin Fuchs hielten sich mit dem dritten und vierten Platz vorne in der Weltcup-Gesamtwertung, ebenso wie Gregory Wathelet. Wathelet war hier mit Forlap am Start, den er bis 2014 geritten hatte, zwischenzeitlich Oleksandr Onyschtschenko gehörte und nun seit Ende 2016 wieder von Gregory Wathelet geritten wird. Doch der Sieg ging erneut an McLain Ward und Azur, der damit in der Zwischenwertung drei Strafpunkte Vorsprung auf Wathelet hatte.
Ergebnis:
|               | Reiter                 | Pferd                  | 1. Umlauf | 1. Umlauf     | Stechen  | Stechen | Punkte (Gesamtwertung) |
| Straf- punkte | Reiter                 | Pferd                  | Zeit (s)  | Straf- punkte | Zeit (s) |         | Punkte (Gesamtwertung) |
| ------------- | ---------------------- | ---------------------- | --------- | ------------- | -------- | ------- | ---------------------- |
| 1             | McLain Ward            | Azur                   | 0         | -             | 0        | 36,87   | 38                     |
| 2             | Gregory Wathelet       | Forlap                 | 0         | -             | 0        | 39,39   | 36                     |
| 3             | Romain Duguet          | Twentytwo des Biches   | 0         | -             | 0        | 40,46   | 35                     |
| 4             | Martin Fuchs           | Clooney                | 0         | -             | 0        | 44,01   | 34                     |
| 5             | Marcus Ehning          | Pret A Tout            | 0         | -             | 8        | 39,56   | 33                     |
| 6             | Guido Klatte jun.      | Qinghai                | 0         | -             | 8        | 51,38   | 32                     |
| 7             | Maikel van der Vleuten | Verdi                  | 1         | 73,95         |          |         | 31                     |
| 8             | Lorenzo de Luca        | Ensor de Litrange LXII | 1         | 74,57         |          |         | 30                     |
| 9             | Keean White            | For Freedom Z          | 1         | 75,22         |          |         | 29                     |
| 10            | Denis Lynch            | All Star               | 1         | 75,44         |          |         | 28                     |

(beste 10 von 33 Teilnehmern)

##### 3. Teilprüfung
Nachdem am Samstag keine Teilprüfung auf dem Programm stand, fiel die Entscheidung in der dritten Teilprüfung am 2. April 2017 ab 14 Uhr Ortszeit. Ausgeschrieben war diese Prüfung als Springprüfung mit zwei unterschiedlichen Umläufen. Sie wurde nicht gegen die Zeit geritten, eine erlaubte Zeit war jedoch vorgesehen.
Im ersten Umlauf dieser Teilprüfung waren noch 26 Reiter am Start, nachdem mehrere Reiter (so Ludger Beerbaum und Nicola Philippaerts), die ohne Aussicht auf eine vordere Platzierung im Zwischenergebnis rangiert waren, zurückgezogen hatten und stattdessen im Großen Preis angetreten waren. Der Parcours umfasste unter anderem eine bis hierhin noch nicht zum Einsatz gekommene hellgrün/hellblaue Mauer zweites Hindernis sowie als letztes Hindernis ein aus einer leichten Linkswendung heraus anzureitender, mit einem Steilsprung überbauter Wassergraben, bei dem einige Reiter vier Strafpunkte bekamen.
Die dritte Teilprüfung begann mit dem Ritt von Christian Heineking, für den das Weltcupfinale bis hierhin wenig erfolgreich verlaufen war. Er schloss sein erstes Weltcupfinale mit einer guten Runde mit vier Strafpunkten ab. Wie auch Markus Brinkmann, der acht Strafpunkte in diesem Umlauf bekam, gehörte er damit nicht mehr zum Kreis der besten 20 Reiter, die den zweiten Umlauf dieser Teilprüfung bestreiten durften. Der bis hierhin zweitbeste deutsche Teilnehmer, Marcus Ehning, fehlte das Glück in diesem Umlauf, mit Pret A Tout unterliefen ihm hier zwei Hindernisfehler.
Der zweite, komplett anders gestaltete Parcours war, obwohl nochmals auf Maximalmaß gebaut, gut für die verbliebenen 20 Reiter mit ihren Pferden zu bewältigen. Nur zwei Paare hatten hier noch mehr als einen Springfehler. In der Gesamtwertung aufgrund der Ergebnisse der Vortage ohne Chance auf den Sieg, blieben Lorenzo de Luca und Kevin Staut mit ihren Pferden an diesem letzten Tag in beiden Umläufen ohne Fehler und zählten damit zu den Siegern dieser Teilprüfung. Steve Guerdat, Sieger der Weltcupfinals der Jahre 2015 und 2016, ging als achtletzter Starter in den zweiten Umlauf. Nachdem er mit seiner 11-jährigen Stute Bianca im ersten Umlauf vier Strafpunkte hinnehmen musste, blieb er nun ohne Fehler. Ähnlich war die Situation für Guido Klatte und Martin Fuchs, die nach jeweils einem Hindernisfehler im ersten Umlauf mit fehlerfreien Ritten im zweiten Umlauf ihren siebenten bzw. fünften Platz halten konnten. Henrik von Eckermann als viertletzter Starter blieb mit einer weiteren Nullrunde mit seiner Stute Mary Lou im Spitzenfeld des Gesamtrankings.
Vom Pech verfolgt war an diesem letzten Tag Gregory Wathelet, der mit Forlap nach der zweiten Teilprüfung noch auf dem zweiten Rang gelegen hatte, jedoch sowohl im ersten als auch im zweiten Umlauf der dritten Teilprüfung je vier Strafpunkte bekam. Durch seinen Fehler im zweiten Umlauf rückten vier Reiter, darunter Klatte und Fuchs, jeweils einen Rang im Endklassement nach vorne. Als vorletzter Reiter ging Romain Duguet in den zweiten Umlauf, mit seiner erst zehnjährigen Stute Twentytwo des Biches blieb er ohne Fehler, was ihm den zweiten Platz einbrachte. Doch der Sieg ging klar an McLain Ward, der mit seiner braunen Stute Azur das Turnier mit vier fehlerfreien Runden und dem (Mit-)Sieg in allen drei Teilprüfungen klar dominiert hatte.
Ergebnis:
|           | Reiter                 | Pferd                  | Strafpunkte | Strafpunkte | Strafpunkte |
| 1. Umlauf | Reiter                 | Pferd                  | 2. Umlauf   | Gesamt      |             |
| --------- | ---------------------- | ---------------------- | ----------- | ----------- | ----------- |
| 1         | Lorenzo de Luca        | Ensor de Litrange LXII | 0           | 0           | 0           |
| 1         | Kevin Staut            | Reveur de Hurtebise    | 0           | 0           | 0           |
| 1         | Maikel van der Vleuten | Verdi                  | 0           | 0           | 0           |
| 1         | Sergio Álvarez Moya    | Arrayan                | 0           | 0           | 0           |
| 1         | Henrik von Eckermann   | Mary Lou               | 0           | 0           | 0           |
| 1         | Romain Duguet          | Twentytwo des Biches   | 0           | 0           | 0           |
| 1         | McLain Ward            | Azur                   | 0           | 0           | 0           |
| 8         | Steve Guerdat          | Bianca                 | 4           | 0           | 4           |
| 8         | Guido Klatte jun.      | Qinghai                | 4           | 0           | 4           |
| 8         | Martin Fuchs           | Clooney                | 4           | 0           | 4           |

(beste 10 von 26 Teilnehmern)

##### Endstand
|        | Reiter                  | Pferd/ Pferde           | 1. Prüfung | 2. Prüfung    | Punkte aus Prüfung 1 und 2 | Punkte, umgerechnet in Strafpunkte | 3. Prüfung    | 3. Prüfung  | Straf- punkte |
| Punkte | Reiter                  | Pferd/ Pferde           | Punkte     | Straf- punkte | Punkte aus Prüfung 1 und 2 | Punkte, umgerechnet in Strafpunkte | Straf- punkte |             | Straf- punkte |
| ------ | ----------------------- | ----------------------- | ---------- | ------------- | -------------------------- | ---------------------------------- | ------------- | ----------- | ------------- |
| 1      | McLain Ward             | Azur                    | 38         | 38            | 76                         | 0                                  | 0             | 0           | 0             |
| 2      | Romain Duguet           | Twentytwo des Biches    | 32         | 35            | 67                         | 4                                  | 0             | 0           | 4             |
| 3      | Henrik von Eckermann    | Mary Lou                | 36         | 23            | 59                         | 8                                  | 0             | 0           | 8             |
| 4      | Martin Fuchs            | Clooney                 | 31         | 34            | 65                         | 5                                  | 4             | 0 (56,28 s) | 9 (56,28 s)   |
| 5      | Sergio Álvarez Moya     | Arrayan                 | 30         | 27            | 57                         | 9                                  | 0             | 0 (56,81 s) | 9 (56,81 s)   |
| 6      | Guido Klatte jun.       | Qinghai                 | 29         | 32            | 61                         | 7                                  | 4             | 0 (56,32 s) | 11 (56,32 s)  |
| 7      | Gregory Wathelet        | Forlap                  | 34         | 36            | 70                         | 3                                  | 4             | 4 (56,91 s) | 11 (56,91 s)  |
| 8      | Steve Guerdat           | Bianca                  | 35         | 25            | 60                         | 8                                  | 4             | 0 (54,18 s) | 12 (54,18 s)  |
| 9      | Maikel van der Vleuten  | Verdi                   | 21         | 31            | 52                         | 12                                 | 0             | 0 (57,32 s) | 12 (57,32 s)  |
| 10     | Lorenzo de Luca         | Ensor de Litrange LXII  | 14         | 30            | 44                         | 16                                 | 0             | 0 (56,84 s) | 16 (56,84 s)  |
| 11     | Kevin Staut             | Reveur de Hurtebise     | 26         | 18            | 44                         | 16                                 | 0             | 0 (58,37 s) | 16 (58,37 s)  |
| 12     | Marcus Ehning           | Pret A Tout             | 22         | 33            | 55                         | 10                                 | 8             | 0           | 18            |
| 13     | Leopold van Asten       | Zidane                  | 33         | 19            | 52                         | 12                                 | 0             | 8           | 20            |
| 14     | Simon Delestre          | Chadino                 | 28         | 17            | 45                         | 15                                 | 0             | 8 (58,39 s) | 23 (58,39 s)  |
| 15     | Laura Kraut             | Zeremonie               | 23         | 24            | 47                         | 14                                 | 9             | 0 (59,32 s) | 23 (59,32 s)  |
| 16     | Charlie Jacobs          | Cassinja S              | 24         | 20            | 44                         | 16                                 | 4             | 4 (54,43 s) | 24 (54,43 s)  |
| 17     | Denis Lynch             | All Star                | 17         | 28            | 45                         | 15                                 | 4             | 5 (60,21 s) | 24 (60,21 s)  |
| 18     | Christopher Surbey      | Chalacorada             | 15         | 22            | 37                         | 19                                 | 4             | 4           | 27            |
| 19     | Éric Navet              | Catypso                 | 10         | 26            | 36                         | 20                                 | 5             | 4           | 29            |
| 20     | Keean White             | For Freedom Z           | 11         | 29            | 40                         | 18                                 | 9             | 4           | 31            |
| 21     | Gábor Szabó jr.         | Bolcsesz                | 20         | 13            | 33                         | 21                                 | 8             |             | (29)          |
| 22     | Markus Brinkmann        | Dylon                   | 19         | 11            | 30                         | 23                                 | 8             |             | (31)          |
| 23     | Ali bin Chalid Al Thani | Carolina                | 25         | 16            | 41                         | 17                                 | 16            |             | (33)          |
| 23     | Christian Heineking     | Caruso                  | 8          | 9             | 59                         | 29                                 | 4             |             | (33)          |
| 25     | Todd Minikus            | Babalou                 | 6          | 21            | 27                         | 24                                 | 12            |             | (36)          |
| 26     | Rein Pill               | A Brok                  | 9          | 14            | 23                         | 26                                 | 12            |             | (28)          |
| 27     | Nicola Philippaerts     | Harley van den Bisschop | 27         | 15            | 42                         | 17                                 |               |             |               |
| 28     | Ludger Beerbaum         | Chiara                  | 16         | 13            | 29                         | 23                                 |               |             |               |
| 29     | Jamie Barge             | Luebbo                  | 7          | 8             | 15                         | 30                                 |               |             |               |
| 30     | Jenni McAllister        | Touch the Sun           | 4          | 10            | 14                         | 31                                 |               |             |               |
| 31     | Martín Rodríguez Vanni  | Liborius                | 5          | 7             | 12                         | 32                                 |               |             |               |
| 32     | Nayel Nassar            | Lordan                  | 18         | AUFG          |                            |                                    |               |             |               |
| 33     | Dawid Kubiak            | Bagazza M               | 12         | DISQ          |                            |                                    |               |             |               |
| 34     | Olivier Robert          | Quenelle du Py          | 13         | N.GES.        |                            |                                    |               |             |               |
| 35     | Audrey Coulter          | Capital Colnardo        | AUSG       |               |                            |                                    |               |             |               |
| 35     | Max Kühner              | Cornet Kalua            | AUSG       |               |                            |                                    |               |             |               |
| 37     | Karl Cook               | Tembla                  | AUFG       |               |                            |                                    |               |             |               |

AUFG = aufgegeben / verzichtet
AUSG = ausgeschieden
DISQ = disqualifiziert
N.GES. = nicht gestartet

#### Weitere Prüfungen
Das Rahmenprogramm von Omaha umfasste neben einer Dressur-Schaunummer am Freitagnachmittag und einer Natural-Horsemanship-Vorführung am Samstagmorgen den Großen Preis der Springreiter am Samstagabend.
Bei dieser Prüfung, dem The International Omaha Jumping Grand Prix, handelte es sich um eine Springprüfung mit zwei Umläufen mit Hindernishöhen bis zu 1,55 Meter; diese war damit weniger anspruchsvoll als die Teilprüfungen des Weltcupfinals. Das Preisgeld dieser Prüfung, in der nur 14 Reiter mit ihren Pferden am Start waren, betrug 130.000 Euro. Zwei Reitern gelang es hier in beiden Umläufen ohne Fehler zu bleiben: Lorenzo de Luca, der als einziger Reiter aus Europa zwei Pferde mit nach Omaha gebracht hatte und mit dem hier noch nicht zum Einsatz gekommenen Schimmelwallach Limestone Grey sich den zweiten Platz sicherte sowie (im zweiten Umlauf über eine Sekunde schneller) Nicola Philippaerts. Der Belgier gewann mit Harley van den Bisschop die Prüfung. Ludger Beerbaum gelang die schnellste Runde im zweiten Umlauf, vier Strafpunkte ließen ihn die Prüfung auf dem dritten Platz beenden.
Ergebnis The International Omaha Jumping Grand Prix:
|               | Reiter              | Pferd                   | 1. Umlauf | 1. Umlauf     | 2. Umlauf | 2. Umlauf |
| Straf- punkte | Reiter              | Pferd                   | Zeit (s)  | Straf- punkte | Zeit (s)  |           |
| ------------- | ------------------- | ----------------------- | --------- | ------------- | --------- | --------- |
| 1             | Nicola Philippaerts | Harley van den Bisschop | 0         | -             | 0         | 38,65     |
| 2             | Lorenzo de Luca     | Limestone Grey          | 0         | -             | 0         | 39,77     |
| 3             | Ludger Beerbaum     | Chiara                  | 0         | -             | 4         | 38,17     |
| 4             | Karl Cook           | Tembla                  | 0         | -             | 4         | 38,95     |
| 5             | Christian Heineking | Calango                 | 4         | -             | 4         | 41,16     |

(beste 5 von 14 Teilnehmern)